# Munkstigen

Munkstigen var en gård från medeltiden i Allhelgona socken (nuvarande Mjölby kommun). Den bestod av 1⁄8 mantal. 